# Torneo Finalización 2019 (Colombia)
El Torneo Finalización 2019 fue la nonagésima (90a.) edición de la Categoría Primera A del fútbol profesional colombiano, siendo el segundo torneo de la temporada 2019. El campeón del este torneo clasificará a la Copa Libertadores 2020 y a la Superliga de Colombia 2020. La Dimayor convocó una asamblea el 19 de diciembre del 2018, posterior a la final del Torneo Finalización 2018, para definir el sistema de juego.
América de Cali logró su decimocuarto título en la máxima categoría del fútbol profesional colombiano al vencer en la final al Junior. Tras empatar sin goles en el partido de ida jugado en Barranquilla, el cuadro escarlata superó al campeón defensor en la vuelta por un marcador de 2-0 para ganar el campeonato 11 años después de su último título. Alexandre Guimarães se convirtió en el primer entrenador extranjero en ganar un título con el América de Cali y el primer entrenador brasileño y costarricense en ser campeón del fútbol profesional colombiano.
Durante la final se usó el VAR por primera vez en la Primera A.

## Sistema de juego
El sistema de juego en el Torneo Finalización se estableció junto con el del Torneo Apertura el 19 de diciembre de 2018 en la asamblea de la Dimayor.
Se jugará en un sistema de tres fases: en la primera, los equipos juegan 19 jornadas todos contra todos, además de una jornada de "clásicos"; los ocho primeros clasificados después de las 20 jornadas se distribuirán en dos cuadrangulares donde el primero y el segundo de la tabla general irán a cuadrangulares diferentes como cabezas de serie, el cuadrangular del resto de clasificados se determinará por sorteo y los equipos de cada cuadrangular se enfrentaran en 6 jornadas todos contra todos con ida y vuelta; los ganadores de los cuadrangulares se enfrentaran en un partido de ida y vuelta para definir el campeón del torneo que clasificará a la Superliga y a la Copa Libertadores.  
Las parejas establecidas por la Dimayor para la fecha de clásicos son las siguientes:
- Santa Fe vs. Millonarios (Clásico capitalino)
- América de Cali vs. Deportivo Cali (Clásico vallecaucano)
- Atlético Nacional vs. Independiente Medellín (Clásico paisa)
- Atlético Bucaramanga vs. Cúcuta Deportivo (Clásico del oriente colombiano)
- Junior vs. Unión Magdalena (Clásico costeño)
- Atlético Huila vs. Deportes Tolima (Clásico del Tolima Grande)
- Envigado F. C. vs. Águilas Doradas (Clásico joven de Antioquia)
- Deportivo Pasto vs. Once Caldas
- Jaguares vs. Alianza Petrolera
- La Equidad vs. Patriotas

## Equipos participantes

### Datos de los clubes
- Nota: El equipo Rionegro Águilas cambió su denominación y ahora pasa a llamarse Águilas Doradas.

| Equipo                 | Entrenador            | Ciudad/Municipio | Estadio                        | Aforo  | Marca          | Patrocinador principal      |
| ---------------------- | --------------------- | ---------------- | ------------------------------ | ------ | -------------- | --------------------------- |
| Águilas Doradas        | Flabio Torres         | Rionegro         | Alberto Grisales               | 14.000 | Sheffy         | Alcaldía de Rionegro        |
| Alianza Petrolera      | César Torres          | Barrancabermeja  | Daniel Villa Zapata            | 10.400 | Attlé Deportes | Alcaldía de Barrancabermeja |
| América de Cali        | Alexandre Guimarães   | Cali             | Olímpico Pascual Guerrero      | 35.405 | Umbro          | Pepsi                       |
| Atlético Bucaramanga   | José Manuel Rodríguez | Bucaramanga      | Alfonso López                  | 25.000 | New Victory    | Freska Leche                |
| Atlético Huila         | Dayron Pérez          | Neiva            | Guillermo Plazas Alcid         | 25.000 | Attlé Deportes | Electrohuila                |
| Atlético Nacional      | Juan Carlos Osorio    | Medellín         | Atanasio Girardot              | 44.412 | Nike           | Postobón                    |
| Cúcuta Deportivo       | Guillermo Sanguinetti | Cúcuta           | General Santander              | 42.000 | Attlé Deportes | Alcaldía de Cúcuta          |
| Deportes Tolima        | Alberto Gamero        | Ibagué           | Manuel Murillo Toro            | 28.179 | Sheffy         | Glacial                     |
| Deportivo Cali         | Lucas Pusineri        | Cali             | Deportivo Cali                 | 44.000 | Puma           | Siesa                       |
| Deportivo Pasto        | Octavio Zambrano      | Ipiales          | Municipal de Ipiales           | 7.000  | Attlé Deportes | Aguardiente Nariño          |
| Envigado F. C.         | José Arastey          | Envigado         | Polideportivo Sur              | 14.000 | Novo           | Pool                        |
| Independiente Medellín | Aldo Bobadilla        | Medellín         | Atanasio Girardot              | 44.412 | Puma           | Colanta                     |
| Jaguares               | Juan Cruz Real        | Montería         | Jaraguay                       | 12.000 | Kimo           | Colanta                     |
| Junior                 | Julio Comesaña        | Barranquilla     | Metropolitano Roberto Meléndez | 46.692 | New Balance    | Olímpica                    |
| La Equidad             | Guillermo Rivera      | Bogotá           | Metropolitano de Techo         | 10.000 | Puma           | Equidad Seguros             |
| Millonarios            | Jorge Luis Pinto      | Bogotá           | Nemesio Camacho El Campín      | 36.343 | Adidas         | Pepsi                       |
| Once Caldas            | Hubert Bodhert        | Manizales        | Palogrande                     | 28.678 | Sheffy         | Colanta                     |
| Patriotas              | Nelson Gómez          | Tunja            | La Independencia               | 20.000 | Attlé Deportes | Aguardiente Líder           |
| Santa Fe               | Harold Rivera         | Bogotá           | Nemesio Camacho El Campín      | 36.343 | Umbro          | BetPlay                     |
| Unión Magdalena        | Carlos Silva          | Santa Marta      | Sierra Nevada                  | 16.126 | FSS            | Olímpica                    |

#### Cambio de entrenadores
| Equipo                 | Entrenador saliente   | Fecha de salida          | Reemplazado por       | Fecha de llegada         |
| ---------------------- | --------------------- | ------------------------ | --------------------- | ------------------------ |
| Santa Fe               | Gerardo Bedoya        | 8 de mayo de 2019        | Patricio Camps        | 9 de mayo de 2019        |
| Cúcuta Deportivo       | Sebastián Méndez      | 8 de mayo de 2019        | Pablo Garabello       | 10 de mayo de 2019       |
| Atlético Bucaramanga   | Óscar Serrano         | 8 de mayo de 2019        | Hernán Torres         | 9 de mayo de 2019        |
| Independiente Medellín | Ricardo Calle         | 14 de mayo de 2019       | Alexis Mendoza        | 14 de mayo de 2019       |
| América de Cali        | Jersson González      | 5 de junio de 2019       | Alexandre Guimarães   | 13 de junio de 2019      |
| Atlético Nacional      | Alejandro Restrepo    | 5 de junio de 2019       | Juan Carlos Osorio    | 10 de junio de 2019      |
| Unión Magdalena        | Harold Rivera         | 5 de junio de 2019       | Pedro Sarmiento       | 12 de junio de 2019      |
| Santa Fe               | Patricio Camps        | 7 de agosto de 2019      | Harold Rivera         | 7 de agosto de 2019      |
| Cúcuta Deportivo       | Pablo Garabello       | 13 de agosto de 2019     | Guillermo Sanguinetti | 14 de agosto de 2019     |
| Atlético Huila         | Luis Fernando Herrera | 13 de agosto de 2019     | Jorge Luis Bernal     | 15 de agosto de 2019     |
| Jaguares               | Oscar Upegui          | 27 de agosto de 2019     | John Jairo Bodmer     | 27 de agosto de 2019     |
| La Equidad             | Humberto Sierra       | 31 de agosto de 2019     | Guillermo Rivera      | 1 de septiembre de 2019  |
| Independiente Medellín | Alexis Mendoza        | 2 de septiembre de 2019  | Aldo Bobadilla        | 4 de septiembre de 2019  |
| Atlético Bucaramanga   | Hernán Torres         | 8 de septiembre de 2019  | José Manuel Rodríguez | 30 de septiembre de 2019 |
| Deportivo Pasto        | Alexis García         | 15 de septiembre de 2019 | Octavio Zambrano      | 2 de octubre de 2019     |
| Unión Magdalena        | Pedro Sarmiento       | 16 de septiembre de 2019 | Carlos Silva          | 17 de septiembre de 2019 |
| Envigado F. C.         | Eduardo Lara          | 23 de septembre de 2019  | José Arastey          | 24 de septiembre de 2019 |
| Jaguares               | John Jairo Bodmer     | 30 de septembre de 2019  | Juan Cruz Real        | 30 de septiembre de 2019 |
| Patriotas              | Diego Corredor        | 3 de octubre de 2019     | Nelson Gómez          | 3 de octubre de 2019     |
| Atlético Huila         | Jorge Luis Bernal     | 26 de octubre de 2019    | Dayron Pérez          | 26 de octubre de 2019    |

### Localización
| Antioquia          | 4 | Águilas Doradas, Atlético Nacional, Envigado F. C. e Independiente Medellín y | Unión Junior Jaguares Cúcuta Bucaramanga Alianza Medellín Envigado Águilas Patriotas Caldas Bogotá · Tolima Cali América Huila Dep. Pasto Equipos de Bogotá: · La Equidad · Millonarios · Santa Fe Equipos de Medellín: · Atlético Nacional · Independiente Medellín |
| Bogotá, D. C.      | 3 | La Equidad, Millonarios y Santa Fe                                            | Unión Junior Jaguares Cúcuta Bucaramanga Alianza Medellín Envigado Águilas Patriotas Caldas Bogotá · Tolima Cali América Huila Dep. Pasto Equipos de Bogotá: · La Equidad · Millonarios · Santa Fe Equipos de Medellín: · Atlético Nacional · Independiente Medellín |
| Santander          | 2 | Alianza Petrolera y Atlético Bucaramanga                                      | Unión Junior Jaguares Cúcuta Bucaramanga Alianza Medellín Envigado Águilas Patriotas Caldas Bogotá · Tolima Cali América Huila Dep. Pasto Equipos de Bogotá: · La Equidad · Millonarios · Santa Fe Equipos de Medellín: · Atlético Nacional · Independiente Medellín |
| Valle del Cauca    | 2 | América de Cali y Deportivo Cali                                              | Unión Junior Jaguares Cúcuta Bucaramanga Alianza Medellín Envigado Águilas Patriotas Caldas Bogotá · Tolima Cali América Huila Dep. Pasto Equipos de Bogotá: · La Equidad · Millonarios · Santa Fe Equipos de Medellín: · Atlético Nacional · Independiente Medellín |
| Atlántico          | 1 | Junior                                                                        | Unión Junior Jaguares Cúcuta Bucaramanga Alianza Medellín Envigado Águilas Patriotas Caldas Bogotá · Tolima Cali América Huila Dep. Pasto Equipos de Bogotá: · La Equidad · Millonarios · Santa Fe Equipos de Medellín: · Atlético Nacional · Independiente Medellín |
| Boyacá             | 1 | Patriotas Boyacá                                                              | Unión Junior Jaguares Cúcuta Bucaramanga Alianza Medellín Envigado Águilas Patriotas Caldas Bogotá · Tolima Cali América Huila Dep. Pasto Equipos de Bogotá: · La Equidad · Millonarios · Santa Fe Equipos de Medellín: · Atlético Nacional · Independiente Medellín |
| Caldas             | 1 | Once Caldas                                                                   | Unión Junior Jaguares Cúcuta Bucaramanga Alianza Medellín Envigado Águilas Patriotas Caldas Bogotá · Tolima Cali América Huila Dep. Pasto Equipos de Bogotá: · La Equidad · Millonarios · Santa Fe Equipos de Medellín: · Atlético Nacional · Independiente Medellín |
| Córdoba            | 1 | Jaguares                                                                      | Unión Junior Jaguares Cúcuta Bucaramanga Alianza Medellín Envigado Águilas Patriotas Caldas Bogotá · Tolima Cali América Huila Dep. Pasto Equipos de Bogotá: · La Equidad · Millonarios · Santa Fe Equipos de Medellín: · Atlético Nacional · Independiente Medellín |
| Huila              | 1 | Atlético Huila                                                                | Unión Junior Jaguares Cúcuta Bucaramanga Alianza Medellín Envigado Águilas Patriotas Caldas Bogotá · Tolima Cali América Huila Dep. Pasto Equipos de Bogotá: · La Equidad · Millonarios · Santa Fe Equipos de Medellín: · Atlético Nacional · Independiente Medellín |
| Magdalena          | 1 | Unión Magdalena                                                               | Unión Junior Jaguares Cúcuta Bucaramanga Alianza Medellín Envigado Águilas Patriotas Caldas Bogotá · Tolima Cali América Huila Dep. Pasto Equipos de Bogotá: · La Equidad · Millonarios · Santa Fe Equipos de Medellín: · Atlético Nacional · Independiente Medellín |
| Nariño             | 1 | Deportivo Pasto                                                               | Unión Junior Jaguares Cúcuta Bucaramanga Alianza Medellín Envigado Águilas Patriotas Caldas Bogotá · Tolima Cali América Huila Dep. Pasto Equipos de Bogotá: · La Equidad · Millonarios · Santa Fe Equipos de Medellín: · Atlético Nacional · Independiente Medellín |
| Norte de Santander | 1 | Cúcuta Deportivo                                                              | Unión Junior Jaguares Cúcuta Bucaramanga Alianza Medellín Envigado Águilas Patriotas Caldas Bogotá · Tolima Cali América Huila Dep. Pasto Equipos de Bogotá: · La Equidad · Millonarios · Santa Fe Equipos de Medellín: · Atlético Nacional · Independiente Medellín |
| Tolima             | 1 | Deportes Tolima                                                               | Unión Junior Jaguares Cúcuta Bucaramanga Alianza Medellín Envigado Águilas Patriotas Caldas Bogotá · Tolima Cali América Huila Dep. Pasto Equipos de Bogotá: · La Equidad · Millonarios · Santa Fe Equipos de Medellín: · Atlético Nacional · Independiente Medellín |

## Todos contra todos

### Clasificación
| Pos. | Equipos                | PJ | PG | PE | PP | GF | GC | Dif. | Pts. |
| ---- | ---------------------- | -- | -- | -- | -- | -- | -- | ---- | ---- |
| 1.   | Atlético Nacional      | 20 | 9  | 8  | 3  | 30 | 17 | 13   | 35   |
| 2.   | América de Cali        | 20 | 10 | 5  | 5  | 29 | 26 | 3    | 35   |
| 3.   | Deportivo Cali         | 20 | 10 | 4  | 6  | 34 | 25 | 9    | 34   |
| 4.   | Junior                 | 20 | 9  | 6  | 5  | 16 | 9  | 7    | 33   |
| 5.   | Santa Fe               | 20 | 9  | 5  | 6  | 22 | 12 | 10   | 32   |
| 6.   | Deportes Tolima        | 20 | 9  | 5  | 6  | 24 | 16 | 8    | 32   |
| 7.   | Alianza Petrolera      | 20 | 8  | 8  | 4  | 17 | 14 | 3    | 32   |
| 8.   | Cúcuta Deportivo       | 20 | 9  | 5  | 6  | 28 | 28 | 0    | 32   |
| 9.   | Independiente Medellín | 20 | 9  | 4  | 7  | 32 | 26 | 6    | 31   |
| 10.  | Once Caldas            | 20 | 7  | 7  | 6  | 26 | 20 | 6    | 28   |
| 11.  | Millonarios            | 20 | 8  | 4  | 8  | 24 | 27 | -3   | 28   |
| 12.  | Atlético Bucaramanga   | 20 | 6  | 7  | 7  | 23 | 23 | 0    | 25   |
| 13.  | Águilas Doradas        | 20 | 5  | 9  | 6  | 25 | 27 | -2   | 24   |
| 14.  | Deportivo Pasto        | 20 | 5  | 8  | 7  | 24 | 25 | -1   | 23   |
| 15.  | Patriotas              | 20 | 5  | 8  | 7  | 19 | 20 | -1   | 23   |
| 16.  | Envigado F. C.         | 20 | 5  | 8  | 7  | 23 | 28 | -5   | 23   |
| 17.  | La Equidad             | 20 | 4  | 8  | 8  | 19 | 24 | -5   | 20   |
| 18.  | Atlético Huila         | 20 | 2  | 10 | 8  | 13 | 24 | -11  | 16   |
| 19.  | Jaguares               | 20 | 3  | 6  | 11 | 11 | 34 | -23  | 15   |
| 20.  | Unión Magdalena        | 20 | 3  | 5  | 12 | 14 | 28 | -14  | 14   |

Fuente: Web oficial de Dimayor
|  |                                                |
|  | Clasificados a los Cuadrangulares semifinales. |
|  | Eliminados.                                    |
|  | Descenso a la Primera B por promedio.          |

#### Evolución de la clasificación
| Equipo                 | Jornada | Jornada | Jornada | Jornada | Jornada | Jornada | Jornada | Jornada | Jornada | Jornada | Jornada | Jornada | Jornada | Jornada | Jornada | Jornada | Jornada | Jornada | Jornada | Jornada |
| Equipo                 | 1       | 2       | 3       | 4       | 5       | 6       | 7       | 8       | 9       | 10      | 11      | 12      | 13      | 14      | 15      | 16      | 17      | 18      | 19      | 20      |
| ---------------------- | ------- | ------- | ------- | ------- | ------- | ------- | ------- | ------- | ------- | ------- | ------- | ------- | ------- | ------- | ------- | ------- | ------- | ------- | ------- | ------- |
| Atlético Nacional      | 4       | 7       | 9       | 4       | 6       | 3       | 3       | 2       | 2       | 2       | 4       | 2       | 2       | 2       | 2       | 1       | 1       | 1       | 1       | 1       |
| América de Cali        | 6       | 4       | 3       | 2       | 5       | 6       | 2       | 1       | 5       | 3       | 3       | 4       | 5       | 6       | 8       | 6       | 3       | 2       | 4       | 2       |
| Deportivo Cali         | 7       | 1       | 1       | 1       | 2       | 1       | 1       | 5       | 3       | 5       | 6       | 6       | 4       | 5       | 4       | 5       | 6       | 4       | 2       | 3       |
| Junior                 | 9       | 10      | 7       | 11      | 12      | 9       | 9       | 14      | 12      | 10      | 9       | 7       | 7       | 7       | 5       | 3       | 4       | 3       | 3       | 4       |
| Santa Fe               | 11      | 15      | 18      | 20      | 20      | 20      | 20      | 20      | 19      | 17      | 16      | 14      | 11      | 9       | 7       | 8       | 9       | 6       | 5       | 5       |
| Deportes Tolima        | 17      | 20      | 15      | 10      | 10      | 11      | 10      | 7       | 6       | 13      | 8       | 11      | 14      | 11      | 11      | 10      | 8       | 7       | 6       | 6       |
| Alianza Petrolera      | 15      | 13      | 10      | 7       | 7       | 5       | 6       | 4       | 1       | 1       | 1       | 1       | 1       | 1       | 1       | 2       | 2       | 5       | 7       | 7       |
| Cúcuta Deportivo       | 2       | 3       | 6       | 9       | 9       | 10      | 11      | 9       | 7       | 4       | 2       | 5       | 6       | 4       | 6       | 7       | 5       | 8       | 8       | 8       |
| Independiente Medellín | 1       | 2       | 4       | 6       | 1       | 7       | 8       | 12      | 15      | 15      | 14      | 15      | 16      | 14      | 14      | 12      | 11      | 9       | 9       | 9       |
| Once Caldas            | 14      | 19      | 14      | 13      | 13      | 13      | 15      | 13      | 9       | 11      | 12      | 9       | 10      | 8       | 10      | 9       | 10      | 11      | 11      | 10      |
| Millonarios            | 13      | 8       | 5       | 3       | 4       | 2       | 4       | 3       | 4       | 6       | 5       | 3       | 3       | 3       | 3       | 4       | 7       | 10      | 10      | 11      |
| Atlético Bucaramanga   | 16      | 14      | 17      | 17      | 14      | 16      | 16      | 15      | 14      | 14      | 13      | 13      | 15      | 16      | 16      | 16      | 16      | 15      | 12      | 12      |
| Águilas Doradas        | 19      | 17      | 20      | 19      | 19      | 18      | 12      | 10      | 11      | 7       | 7       | 10      | 12      | 10      | 9       | 11      | 12      | 13      | 14      | 13      |
| Deportivo Pasto        | 10      | 12      | 16      | 16      | 17      | 12      | 13      | 11      | 13      | 9       | 10      | 12      | 8       | 13      | 13      | 14      | 13      | 12      | 13      | 14      |
| Patriotas              | 20      | 9       | 11      | 8       | 8       | 4       | 5       | 6       | 8       | 8       | 11      | 8       | 9       | 12      | 12      | 15      | 15      | 14      | 15      | 15      |
| Envigado F. C.         | 5       | 5       | 2       | 5       | 3       | 8       | 7       | 8       | 10      | 12      | 15      | 16      | 13      | 15      | 15      | 13      | 14      | 16      | 16      | 16      |
| La Equidad             | 12      | 18      | 13      | 15      | 18      | 19      | 19      | 19      | 20      | 20      | 17      | 17      | 17      | 17      | 18      | 18      | 17      | 17      | 17      | 17      |
| Atlético Huila         | 3       | 6       | 8       | 12      | 11      | 15      | 17      | 17      | 17      | 19      | 19      | 18      | 18      | 18      | 17      | 17      | 18      | 18      | 18      | 18      |
| Jaguares               | 8       | 11      | 12      | 14      | 16      | 14      | 14      | 16      | 16      | 18      | 18      | 19      | 20      | 20      | 19      | 19      | 20      | 20      | 20      | 19      |
| Unión Magdalena        | 18      | 16      | 19      | 18      | 15      | 17      | 18      | 18      | 18      | 16      | 20      | 20      | 19      | 19      | 20      | 20      | 19      | 19      | 19      | 20      |

### Resultados
- La hora de cada encuentro corresponde al huso horario que rige a Colombia (UTC-5)

Nota: Los horarios y partidos de televisión se definen la semana previa a cada jornada. Los canales Win Sports, RCN Televisión y RCN HD2 son los medios de difusión por televisión autorizados por la Dimayor para la transmisión por cable de todos los partidos de cada jornada.
| Atlético Huila         | 3 : 2 | La Equidad        | Guillermo Plazas Alcid         | 13 de julio | 15:15 | Win Sports |
| Junior                 | 1 : 0 | Deportes Tolima   | Metropolitano Roberto Meléndez | 13 de julio | 17:00 | RCN        |
| Jaguares               | 1 : 0 | Unión Magdalena   | Jaraguay                       | 13 de julio | 17:15 | Win Sports |
| Once Caldas            | 1 : 2 | Atlético Nacional | Palogrande                     | 13 de julio | 19:45 | Win Sports |
| Deportivo Pasto        | 0 : 0 | Santa Fe          | Municipal de Ipiales           | 14 de julio | 15:15 | Win Sports |
| Millonarios            | 1 : 2 | Envigado F. C.    | Nemesio Camacho El Campín      | 14 de julio | 17:00 | RCN        |
| América de Cali        | 2 : 1 | Alianza Petrolera | Olímpico Pascual Guerrero      | 14 de julio | 17:30 | Win Sports |
| Independiente Medellín | 3 : 0 | Patriotas         | Atanasio Girardot              | 14 de julio | 19:30 | Win Sports |
| Rionegro Águilas       | 1 : 3 | Cúcuta Deportivo  | Alberto Grisales               | 15 de julio | 19:30 | Win Sports |
| Atlético Bucaramanga   | 0 : 1 | Deportivo Cali    | Alfonso López                  | 16 de julio | 19:45 | Win Sports |

| Envigado F. C.    | 1 : 1 | Deportivo Pasto        | Polideportivo Sur         | 19 de julio | 19:30 | Win Sports |
| Unión Magdalena   | 0 : 0 | Atlético Huila         | Sierra Nevada             | 20 de julio | 15:15 | Win Sports |
| Cúcuta Deportivo  | 1 : 0 | Santa Fe               | General Santander         | 20 de julio | 17:30 | RCN        |
| Deportivo Cali    | 4 : 0 | Jaguares               | Deportivo Cali            | 20 de julio | 17:30 | Win Sports |
| Deportes Tolima   | 0 : 1 | América de Cali        | Manuel Murillo Toro       | 20 de julio | 19:45 | Win Sports |
| Alianza Petrolera | 2 : 2 | Rionegro Águilas       | Daniel Villa Zapata       | 21 de julio | 15:45 | Win Sports |
| Millonarios       | 1 : 0 | Once Caldas            | Nemesio Camacho El Campín | 21 de julio | 17:00 | RCN        |
| Patriotas         | 2 : 0 | Junior                 | La Independencia          | 21 de julio | 17:45 | Win Sports |
| Atlético Nacional | 0 : 0 | Atlético Bucaramanga   | Atanasio Girardot         | 21 de julio | 19:45 | Win Sports |
| La Equidad        | 0 : 1 | Independiente Medellín | Metropolitano de Techo    | 22 de julio | 20:00 | Win Sports |

| América de Cali        | 1 : 1        | Patriotas         | Olímpico Pascual Guerrero | 25 de julio | 19:30 | Win Sports |
| Rionegro Águilas       | 3 : 0 (W.O.) | Deportes Tolima   | Alberto Grisales          | 26 de julio | 19:30 | Win Sports |
| Envigado F. C.         | 4 : 1        | Cúcuta Deportivo  | Polideportivo Sur         | 27 de julio | 15:15 | Win Sports |
| Atlético Bucaramanga   | 1 : 2        | Millonarios       | Alfonso López             | 27 de julio | 17:00 | RCN        |
| La Equidad             | 2 : 0        | Unión Magdalena   | Metropolitano de Techo    | 27 de julio | 17:30 | Win Sports |
| Once Caldas            | 3 : 1        | Deportivo Pasto   | Palogrande                | 27 de julio | 19:45 | Win Sports |
| Atlético Huila         | 2 : 2        | Deportivo Cali    | Guillermo Plazas Alcid    | 28 de julio | 15:15 | Win Sports |
| Jaguares               | 1 : 1        | Atlético Nacional | Jaraguay                  | 28 de julio | 17:00 | RCN        |
| Santa Fe               | 0 : 1        | Alianza Petrolera | Nemesio Camacho El Campín | 28 de julio | 17:30 | Win Sports |
| Independiente Medellín | 0 : 1        | Junior            | Atanasio Girardot         | 28 de julio | 19:30 | Win Sports |

| Unión Magdalena   | 1 : 1 | Independiente Medellín | Sierra Nevada                  | 3 de agosto | 16:00 | Win Sports |
| Deportivo Cali    | 2 : 0 | La Equidad             | Deportivo Cali                 | 3 de agosto | 17:00 | RCN        |
| Cúcuta Deportivo  | 1 : 1 | Once Caldas            | General Santander              | 3 de agosto | 18:00 | Win Sports |
| Millonarios       | 2 : 1 | Jaguares               | Nemesio Camacho El Campín      | 3 de agosto | 20:00 | Win Sports |
| Alianza Petrolera | 1 : 0 | Envigado F. C.         | Daniel Villa Zapata            | 4 de agosto | 15:45 | Win Sports |
| Junior            | 0 : 1 | América de Cali        | Metropolitano Roberto Meléndez | 4 de agosto | 17:00 | RCN        |
| Patriotas         | 2 : 0 | Rionegro Águilas       | Metropolitano de Techo         | 4 de agosto | 17:45 | Win Sports |
| Deportes Tolima   | 4 : 0 | Santa Fe               | Manuel Murillo Toro            | 4 de agosto | 19:45 | Win Sports |
| Deportivo Pasto   | 1 : 1 | Atlético Bucaramanga   | Municipal de Ipiales           | 5 de agosto | 15:00 | Win Sports |
| Atlético Nacional | 4 : 1 | Atlético Huila         | Atanasio Girardot              | 6 de agosto | 19:45 | Win Sports |

| Once Caldas            | 0 : 0 | Alianza Petrolera | Palogrande                | 9 de agosto  | 19:30 | Win Sports |
| Unión Magdalena        | 2 : 0 | Deportivo Cali    | Sierra Nevada             | 10 de agosto | 16:00 | Win Sports |
| La Equidad             | 0 : 0 | Atlético Nacional | Nemesio Camacho El Campín | 10 de agosto | 17:00 | RCN        |
| Envigado F. C.         | 2 : 1 | Deportes Tolima   | Polideportivo Sur         | 10 de agosto | 17:30 | Win Sports |
| Independiente Medellín | 4 : 1 | América de Cali   | Atanasio Girardot         | 10 de agosto | 19:45 | Win Sports |
| Santa Fe               | 0 : 0 | Patriotas         | Nemesio Camacho El Campín | 11 de agosto | 14:00 | Win Sports |
| Jaguares               | 1 : 1 | Deportivo Pasto   | Jaraguay                  | 11 de agosto | 16:00 | Win Sports |
| Atlético Huila         | 1 : 1 | Millonarios       | Guillermo Plazas Alcid    | 11 de agosto | 17:00 | RCN        |
| Rionegro Águilas       | 1 : 0 | Junior            | Alberto Grisales          | 11 de agosto | 18:00 | Win Sports |
| Atlético Bucaramanga   | 2 : 0 | Cúcuta Deportivo  | Alfonso López             | 11 de agosto | 20:00 | Win Sports |

| Patriotas         | 3 : 0 | Envigado F. C.         | La Independencia               | 16 de agosto | 19:30 | Win Sports |
| Millonarios       | 3 : 2 | La Equidad             | Nemesio Camacho El Campín      | 17 de agosto | 15:15 | Win Sports |
| América de Cali   | 1 : 1 | Rionegro Águilas       | Olímpico Pascual Guerrero      | 17 de agosto | 17:00 | RCN        |
| Cúcuta Deportivo  | 1 : 1 | Jaguares               | General Santander              | 17 de agosto | 17:30 | Win Sports |
| Deportes Tolima   | 0 : 0 | Once Caldas            | Manuel Murillo Toro            | 17 de agosto | 19:45 | Win Sports |
| Alianza Petrolera | 1 : 0 | Atlético Bucaramanga   | Daniel Villa Zapata            | 18 de agosto | 16:00 | Win Sports |
| Junior            | 1 : 0 | Santa Fe               | Metropolitano Roberto Meléndez | 18 de agosto | 17:00 | RCN        |
| Atlético Nacional | 3 : 1 | Unión Magdalena        | Atanasio Girardot              | 18 de agosto | 18:00 | Win Sports |
| Deportivo Cali    | 1 : 0 | Independiente Medellín | Deportivo Cali                 | 18 de agosto | 20:00 | Win Sports |
| Deportivo Pasto   | 4 : 0 | Atlético Huila         | Municipal de Ipiales           | 20 de agosto | 14:00 | Win Sports |

| Atlético Bucaramanga   | 1 : 1 | Deportes Tolima   | Alfonso López             | 21 de agosto    | 16:00 | Win Sports |
| Once Caldas            | 2 : 2 | Patriotas         | Palogrande                | 21 de agosto    | 18:00 | Win Sports |
| Envigado F. C.         | 0 : 0 | Junior            | Polideportivo Sur         | 21 de agosto    | 18:00 | Win Sports |
| Deportivo Cali         | 0 : 0 | Atlético Nacional | Deportivo Cali            | 21 de agosto    | 20:00 | Win Sports |
| Jaguares               | 0 : 0 | Alianza Petrolera | Jaraguay                  | 22 de agosto    | 16:00 | RCN HD2    |
| Independiente Medellín | 1 : 2 | Rionegro Águilas  | Atanasio Girardot         | 22 de agosto    | 18:00 | Win Sports |
| Santa Fe               | 1 : 2 | América de Cali   | Nemesio Camacho El Campín | 22 de agosto    | 20:00 | Win Sports |
| Unión Magdalena        | 2 : 1 | Millonarios       | Sierra Nevada             | 4 de septiembre | 16:00 | RCN        |
| Atlético Huila         | 1 : 1 | Cúcuta Deportivo  | Guillermo Plazas Alcid    | 4 de septiembre | 18:00 | Win Sports |
| La Equidad             | 0 : 0 | Deportivo Pasto   | Metropolitano de Techo    | 4 de septiembre | 20:00 | Win Sports |

| Deportivo Pasto   | 2 : 0 | Unión Magdalena        | Municipal de Ipiales           | 24 de agosto | 15:15 | Win Sports |
| Junior            | 0 : 1 | Once Caldas            | Metropolitano Roberto Meléndez | 24 de agosto | 17:00 | RCN        |
| Cúcuta Deportivo  | 2 : 1 | La Equidad             | General Santander              | 24 de agosto | 17:30 | Win Sports |
| Millonarios       | 2 : 1 | Deportivo Cali         | Nemesio Camacho El Campín      | 24 de agosto | 19:45 | Win Sports |
| Patriotas         | 0 : 1 | Atlético Bucaramanga   | La Independencia               | 25 de agosto | 13:45 | Win Sports |
| Alianza Petrolera | 1 : 0 | Atlético Huila         | Daniel Villa Zapata            | 25 de agosto | 15:45 | Win Sports |
| Atlético Nacional | 5 : 2 | Independiente Medellín | Atanasio Girardot              | 25 de agosto | 17:00 | RCN        |
| Rionegro Águilas  | 1 : 0 | Santa Fe               | Alberto Grisales               | 25 de agosto | 17:45 | Win Sports |
| América de Cali   | 1 : 0 | Envigado F. C.         | Olímpico Pascual Guerrero      | 25 de agosto | 19:45 | Win Sports |
| Deportes Tolima   | 2 : 0 | Jaguares               | Manuel Murillo Toro            | 26 de agosto | 20:00 | Win Sports |

| La Equidad           | 1 : 2 | Alianza Petrolera      | Metropolitano de Techo    | 31 de agosto    | 14:00 | Win Sports |
| Unión Magdalena      | 1 : 2 | Cúcuta Deportivo       | Sierra Nevada             | 31 de agosto    | 16:00 | Win Sports |
| Once Caldas          | 2 : 1 | América de Cali        | Palogrande                | 31 de agosto    | 17:00 | RCN        |
| Jaguares             | 1 : 1 | Patriotas              | Jaraguay                  | 31 de agosto    | 18:00 | Win Sports |
| Envigado F. C.       | 3 : 3 | Rionegro Águilas       | Polideportivo Sur         | 31 de agosto    | 20:00 | Win Sports |
| Deportivo Cali       | 3 : 1 | Deportivo Pasto        | Deportivo Cali            | 1 de septiembre | 16:00 | Win Sports |
| Santa Fe             | 2 : 0 | Independiente Medellín | Nemesio Camacho El Campín | 1 de septiembre | 17:00 | RCN        |
| Atlético Huila       | 0 : 1 | Deportes Tolima        | Guillermo Plazas Alcid    | 1 de septiembre | 18:00 | Win Sports |
| Atlético Bucaramanga | 0 : 0 | Junior                 | Alfonso López             | 1 de septiembre | 18:00 | Win Sports |
| Atlético Nacional    | 1 : 1 | Millonarios            | Atanasio Girardot         | 1 de septiembre | 20:00 | Win Sports |

| Cúcuta Deportivo       | 2 : 0 | Atlético Bucaramanga | General Santander              | 7 de septiembre | 15:00 | Win Sports |
| Junior                 | 1 : 0 | Unión Magdalena      | Metropolitano Roberto Meléndez | 7 de septiembre | 17:00 | RCN        |
| Rionegro Águilas       | 1 : 1 | Envigado F. C.       | Alberto Grisales               | 7 de septiembre | 17:00 | Win Sports |
| Santa Fe               | 1 : 0 | Millonarios          | Nemesio Camacho El Campín      | 7 de septiembre | 19:00 | Win Sports |
| Deportivo Pasto        | 1 : 0 | Once Caldas          | Municipal de Ipiales           | 8 de septiembre | 13:45 | Win Sports |
| Alianza Petrolera      | 1 : 0 | Jaguares             | Daniel Villa Zapata            | 8 de septiembre | 15:45 | Win Sports |
| Independiente Medellín | 1 : 4 | Atlético Nacional    | Atanasio Girardot              | 8 de septiembre | 17:00 | RCN        |
| Deportes Tolima        | 0 : 0 | Atlético Huila       | Manuel Murillo Toro            | 8 de septiembre | 17:45 | Win Sports |
| América de Cali        | 2 : 1 | Deportivo Cali       | Olímpico Pascual Guerrero      | 8 de septiembre | 19:45 | Win Sports |
| Patriotas              | 1 : 1 | La Equidad           | La Independencia               | 9 de septiembre | 19:00 | Win Sports |

| Atlético Bucaramanga | 2 : 0 | Rionegro Águilas       | Alfonso López             | 13 de septiembre | 19:30 | Win Sports |
| Unión Magdalena      | 1 : 2 | Deportes Tolima        | Sierra Nevada             | 14 de septiembre | 15:15 | Win Sports |
| Once Caldas          | 0 : 1 | Santa Fe               | Palogrande                | 14 de septiembre | 17:00 | RCN        |
| La Equidad           | 1 : 0 | Patriotas              | Metropolitano de Techo    | 14 de septiembre | 17:30 | Win Sports |
| Atlético Nacional    | 2 : 3 | Cúcuta Deportivo       | Atanasio Girardot         | 14 de septiembre | 19:45 | Win Sports |
| Jaguares             | 2 : 2 | América de Cali        | Jaraguay                  | 15 de septiembre | 15:30 | Win Sports |
| Millonarios          | 2 : 1 | Deportivo Pasto        | Nemesio Camacho El Campín | 15 de septiembre | 17:00 | RCN        |
| Envigado F. C.       | 2 : 4 | Independiente Medellín | Polideportivo Sur         | 15 de septiembre | 17:45 | Win Sports |
| Atlético Huila       | 1 : 1 | Junior                 | Guillermo Plazas Alcid    | 15 de septiembre | 20:00 | Win Sports |
| Deportivo Cali       | 0 : 1 | Alianza Petrolera      | Deportivo Cali            | 17 de septiembre | 19:30 | Win Sports |

| Deportes Tolima        | 0 : 1 | La Equidad           | Manuel Murillo Toro            | 20 de septiembre | 18:30 | Win Sports |
| Deportivo Pasto        | 1 : 2 | Atlético Nacional    | Municipal de Ipiales           | 21 de septiembre | 14:00 | Win Sports |
| Patriotas              | 1 : 0 | Atlético Huila       | La Independencia               | 21 de septiembre | 16:00 | Win Sports |
| Independiente Medellín | 1 : 2 | Millonarios          | Atanasio Girardot              | 21 de septiembre | 17:00 | RCN        |
| Rionegro Águilas       | 1 : 2 | Once Caldas          | Alberto Grisales               | 21 de septiembre | 18:00 | Win Sports |
| América de Cali        | 1 : 1 | Atlético Bucaramanga | Olímpico Pascual Guerrero      | 21 de septiembre | 20:00 | Win Sports |
| Santa Fe               | 3 : 0 | Envigado F. C.       | Nemesio Camacho El Campín      | 22 de septiembre | 15:15 | Win Sports |
| Cúcuta Deportivo       | 1 : 4 | Deportivo Cali       | General Santander              | 22 de septiembre | 17:00 | RCN        |
| Alianza Petrolera      | 1 : 0 | Unión Magdalena      | Daniel Villa Zapata            | 22 de septiembre | 17:20 | Win Sports |
| Junior                 | 3 : 0 | Jaguares             | Metropolitano Roberto Meléndez | 22 de septiembre | 19:30 | Win Sports |

| Millonarios          | 2 : 1 | Alianza Petrolera      | Nemesio Camacho El Campín | 26 de septiembre | 19:45 | Win Sports |
| Atlético Huila       | 1 : 1 | Rionegro Águilas       | Guillermo Plazas Alcid    | 27 de septiembre | 19:45 | Win Sports |
| Deportivo Pasto      | 2 : 1 | Cúcuta Deportivo       | Municipal de Ipiales      | 28 de septiembre | 14:00 | Win Sports |
| Jaguares             | 0 : 3 | Santa Fe               | Jaraguay                  | 28 de septiembre | 16:00 | Win Sports |
| Once Caldas          | 1 : 1 | Independiente Medellín | Palogrande                | 28 de septiembre | 17:00 | RCN        |
| Atlético Bucaramanga | 2 : 3 | Envigado F. C.         | Alfonso López             | 28 de septiembre | 18:00 | Win Sports |
| Deportivo Cali       | 3 : 1 | Patriotas              | Deportivo Cali            | 28 de septiembre | 20:00 | Win Sports |
| La Equidad           | 3 : 3 | América de Cali        | Metropolitano de Techo    | 29 de septiembre | 17:00 | RCN        |
| Atlético Nacional    | 1 : 0 | Deportes Tolima        | Atanasio Girardot         | 29 de septiembre | 19:30 | Win Sports |
| Unión Magdalena      | 1 : 1 | Junior                 | Sierra Nevada             | 30 de septiembre | 9:00  | Win Sports |

| Envigado F. C.         | 1 : 3 | Once Caldas          | Polideportivo Sur              | 1 de octubre | 15:30 | Win Sports |
| Rionegro Águilas       | 3 : 0 | Jaguares             | Alberto Grisales               | 1 de octubre | 18:00 | Win Sports |
| Independiente Medellín | 3 : 1 | Deportivo Pasto      | Atanasio Girardot              | 1 de octubre | 20:00 | Win Sports |
| Alianza Petrolera      | 0 : 0 | Atlético Nacional    | Daniel Villa Zapata            | 2 de octubre | 17:00 | RCN        |
| América de Cali        | 0 : 1 | Atlético Huila       | Olímpico Pascual Guerrero      | 2 de octubre | 18:00 | Win Sports |
| Cúcuta Deportivo       | 3 : 1 | Millonarios          | General Santander              | 2 de octubre | 20:00 | Win Sports |
| Patriotas              | 1 : 1 | Unión Magdalena      | La Independencia               | 3 de octubre | 14:00 | Win Sports |
| Junior                 | 1 : 0 | La Equidad           | Metropolitano Roberto Meléndez | 3 de octubre | 16:00 | Win Sports |
| Deportes Tolima        | 5 : 2 | Deportivo Cali       | Manuel Murillo Toro            | 3 de octubre | 18:00 | Win Sports |
| Santa Fe               | 2 : 0 | Atlético Bucaramanga | Nemesio Camacho El Campín      | 3 de octubre | 20:00 | Win Sports |

| Jaguares             | 2 : 1 | Once Caldas            | Jaraguay                  | 5 de octubre | 17:30 | Win Sports |
| Atlético Huila       | 0 : 0 | Envigado F. C.         | Guillermo Plazas Alcid    | 5 de octubre | 17:30 | Win Sports |
| Cúcuta Deportivo     | 1 : 1 | Alianza Petrolera      | General Santander         | 5 de octubre | 20:00 | Win Sports |
| Deportivo Pasto      | 0 : 0 | Deportes Tolima        | Municipal de Ipiales      | 6 de octubre | 14:00 | Win Sports |
| Millonarios          | 0 : 0 | Patriotas              | Nemesio Camacho El Campín | 6 de octubre | 15:00 | RCN        |
| Atlético Nacional    | 0 : 1 | Junior                 | Atanasio Girardot         | 6 de octubre | 16:00 | Win Sports |
| Unión Magdalena      | 1 : 1 | Rionegro Águilas       | Sierra Nevada             | 6 de octubre | 16:00 | Win Sports |
| Deportivo Cali       | 3 : 2 | América de Cali        | Deportivo Cali            | 6 de octubre | 17:00 | RCN        |
| La Equidad           | 0 : 3 | Santa Fe               | Metropolitano de Techo    | 6 de octubre | 18:00 | Win Sports |
| Atlético Bucaramanga | 2 : 2 | Independiente Medellín | Alfonso López             | 6 de octubre | 20:00 | Win Sports |

| Envigado F. C.         | 2 : 0 | Jaguares             | Polideportivo Sur              | 8 de octubre  | 19:30 | Win Sports |
| Alianza Petrolera      | 2 : 2 | Deportivo Pasto      | Daniel Villa Zapata            | 9 de octubre  | 16:00 | Win Sports |
| Deportes Tolima        | 2 : 0 | Millonarios          | Manuel Murillo Toro            | 9 de octubre  | 17:00 | RCN        |
| América de Cali        | 2 : 0 | Unión Magdalena      | Olímpico Pascual Guerrero      | 9 de octubre  | 18:00 | Win Sports |
| Santa Fe               | 0 : 0 | Atlético Huila       | Nemesio Camacho El Campín      | 9 de octubre  | 20:00 | Win Sports |
| Junior                 | 3 : 0 | Deportivo Cali       | Metropolitano Roberto Meléndez | 9 de octubre  | 20:00 | Win Sports |
| Once Caldas            | 3 : 0 | Atlético Bucaramanga | Palogrande                     | 10 de octubre | 16:00 | Win Sports |
| Rionegro Águilas       | 0 : 0 | La Equidad           | Alberto Grisales               | 10 de octubre | 16:00 | Win Sports |
| Patriotas              | 1 : 2 | Atlético Nacional    | La Independencia               | 10 de octubre | 18:00 | Win Sports |
| Independiente Medellín | 3 : 0 | Cúcuta Deportivo     | Atanasio Girardot              | 10 de octubre | 20:00 | Win Sports |

| Deportivo Pasto   | 2 : 1 | Junior                 | Municipal de Ipiales      | 12 de octubre | 15:15 | Win Sports |
| Deportivo Cali    | 0 : 0 | Santa Fe               | Deportivo Cali            | 12 de octubre | 17:00 | RCN        |
| Alianza Petrolera | 0 : 1 | Deportes Tolima        | Daniel Villa Zapata       | 12 de octubre | 17:20 | Win Sports |
| Millonarios       | 1 : 2 | América de Cali        | Nemesio Camacho El Campín | 12 de octubre | 19:45 | Win Sports |
| La Equidad        | 1 : 1 | Once Caldas            | Metropolitano de Techo    | 13 de octubre | 14:00 | Win Sports |
| Unión Magdalena   | 1 : 0 | Envigado F. C.         | Sierra Nevada             | 13 de octubre | 16:00 | Win Sports |
| Atlético Nacional | 1 : 0 | Rionegro Águilas       | Atanasio Girardot         | 13 de octubre | 17:00 | RCN        |
| Jaguares          | 0 : 1 | Independiente Medellín | Jaraguay                  | 13 de octubre | 18:00 | Win Sports |
| Cúcuta Deportivo  | 1 : 0 | Patriotas              | General Santander         | 13 de octubre | 20:00 | Win Sports |
| Atlético Huila    | 1 : 2 | Atlético Bucaramanga   | Guillermo Plazas Alcid    | 14 de octubre | 19:00 | Win Sports |

| Envigado F. C.         | 0 : 0 | La Equidad        | Polideportivo Sur              | 18 de octubre | 18:00 | Win Sports |
| Atlético Bucaramanga   | 4 : 0 | Jaguares          | Alfonso López                  | 18 de octubre | 20:00 | Win Sports |
| Patriotas              | 1 : 0 | Deportivo Pasto   | La Independencia               | 19 de octubre | 14:00 | Win Sports |
| Once Caldas            | 1 : 1 | Atlético Huila    | Palogrande                     | 19 de octubre | 16:00 | Win Sports |
| América de Cali        | 2 : 1 | Atlético Nacional | Olímpico Pascual Guerrero      | 19 de octubre | 17:00 | RCN        |
| Deportes Tolima        | 2 : 1 | Cúcuta Deportivo  | Manuel Murillo Toro            | 19 de octubre | 18:00 | Win Sports |
| Junior                 | 1 : 0 | Millonarios       | Metropolitano Roberto Meléndez | 19 de octubre | 20:00 | Win Sports |
| Rionegro Águilas       | 1 : 4 | Deportivo Cali    | Alberto Grisales               | 20 de octubre | 15:15 | Win Sports |
| Santa Fe               | 2 : 0 | Unión Magdalena   | Nemesio Camacho El Campín      | 20 de octubre | 17:00 | RCN        |
| Independiente Medellín | 2 : 0 | Alianza Petrolera | Atanasio Girardot              | 20 de octubre | 19:45 | Win Sports |

| Atlético Nacional | 1 : 1 | Envigado F. C.         | Atanasio Girardot         | 23 de octubre | 18:15 | Win Sports |
| Millonarios       | 2 : 4 | Santa Fe               | Nemesio Camacho El Campín | 23 de octubre | 20:15 | Win Sports |
| Deportivo Pasto   | 3 : 3 | Rionegro Águilas       | Municipal de Ipiales      | 24 de octubre | 15:30 | Win Sports |
| La Equidad        | 2 : 0 | Jaguares               | Metropolitano de Techo    | 24 de octubre | 15:30 | Win Sports |
| Unión Magdalena   | 1 : 2 | Atlético Bucaramanga   | Sierra Nevada             | 24 de octubre | 15:30 | Win Sports |
| Atlético Huila    | 0 : 1 | Independiente Medellín | Guillermo Plazas Alcid    | 24 de octubre | 15:30 | Win Sports |
| Alianza Petrolera | 0 : 0 | Junior                 | Daniel Villa Zapata       | 24 de octubre | 17:30 | RCN        |
| Deportivo Cali    | 2 : 1 | Once Caldas            | Deportivo Cali            | 24 de octubre | 18:30 | Win Sports |
| Deportes Tolima   | 2 : 1 | Patriotas              | Manuel Murillo Toro       | 24 de octubre | 20:30 | Win Sports |
| Cúcuta Deportivo  | 3 : 1 | América de Cali        | General Santander         | 25 de octubre | 19:30 | Win Sports |

| Atlético Bucaramanga   | 2 : 2 | La Equidad        | Alfonso López                  | 29 de octubre | 17:00 | Sin transmisión |
| Rionegro Águilas       | 0 : 0 | Millonarios       | Alberto Grisales               | 29 de octubre | 17:20 | Win Sports      |
| Jaguares               | 1 : 0 | Atlético Huila    | Jaraguay                       | 29 de octubre | 17:20 | Win Sports      |
| Once Caldas            | 3 : 1 | Unión Magdalena   | Palogrande                     | 29 de octubre | 17:20 | RCN             |
| Santa Fe               | 0 : 0 | Atlético Nacional | Nemesio Camacho El Campín      | 29 de octubre | 19:30 | RCN             |
| Junior                 | 0 : 0 | Cúcuta Deportivo  | Metropolitano Roberto Meléndez | 29 de octubre | 19:30 | Win Sports      |
| América de Cali        | 1 : 0 | Deportivo Pasto   | Olímpico Pascual Guerrero      | 29 de octubre | 19:30 | Win Sports      |
| Independiente Medellín | 1 : 1 | Deportes Tolima   | Atanasio Girardot              | 29 de octubre | 19:30 | Win Sports      |
| Envigado F. C.         | 1 : 1 | Deportivo Cali    | Polideportivo Sur              | 29 de octubre | 19:30 | Win Sports      |
| Patriotas              | 1 : 1 | Alianza Petrolera | La Independencia               | 29 de octubre | 19:30 | Sin transmisión |

1. ↑  La Comisión Disciplinaria del Campeonato sancionó a Deportes Tolima con pérdida del partido contra Rionegro Águilas por Walkover y resultado final de 3:0 por la inscripción irregular del jugador Rafael Carrascal. El resultado original del partido fue 0:2 a favor de Deportes Tolima.[39]
2. ↑  El partido entre Unión Magdalena y Junior por la decimotercera (13ª) fecha, se disputó desde el 29 de septiembre a las 15:15 horas, sin embargo fue suspendido antes del inicio del segundo tiempo por tormenta eléctrica. El marcador del partido al momento de la suspensión era 1:1. El juego se reanudó a las 9:00 horas del 30 de septiembre.

## Cuadrangulares semifinales
- La hora de cada encuentro corresponde al huso horario que rige a Colombia (UTC-5)

La segunda fase del Torneo Finalización 2019 serán los cuadrangulares semifinales. Estos los disputarán los ocho mejores equipos del torneo distribuidos en dos grupos de cuatro equipos. Los dos primeros de la fase todos contra todos serán cabezas de los grupos A y B, respectivamente, mientras que los seis equipos restantes fueron sorteados según su posición para integrar los dos grupos. Los ganadores de cada grupo de los cuadrangulares se enfrentarán en la gran final para definir al campeón. El sorteo de los cuadrangulares semifinales se llevó a cabo el 5 de noviembre de 2019 en Medellín.
|  |                                                  |
|  | Clasificados a la final del Torneo Finalización. |
|  | Eliminados.                                      |

### Grupo A
| Pos. | Equipos           | PJ | PG | PE | PP | GF | GC | Dif. | Pts. |
| ---- | ----------------- | -- | -- | -- | -- | -- | -- | ---- | ---- |
| 1.   | Junior            | 6  | 3  | 2  | 1  | 11 | 8  | 3    | 11   |
| 2.   | Deportes Tolima   | 6  | 2  | 3  | 1  | 7  | 5  | 2    | 9    |
| 3.   | Atlético Nacional | 6  | 2  | 2  | 2  | 7  | 7  | 0    | 8    |
| 4.   | Cúcuta Deportivo  | 6  | 1  | 1  | 4  | 3  | 8  | -5   | 4    |

| Equipo / Jornada  | 1 | 2 | 3 | 4 | 5 | 6 |
| ----------------- | - | - | - | - | - | - |
| Junior            | 4 | 3 | 3 | 1 | 1 | 1 |
| Deportes Tolima   | 1 | 1 | 1 | 2 | 2 | 2 |
| Atlético Nacional | 2 | 2 | 2 | 3 | 3 | 3 |
| Cúcuta Deportivo  | 3 | 4 | 4 | 4 | 4 | 4 |

| Primera | Atlético Nacional | 3 : 1 | Cúcuta Deportivo  | Atanasio Girardot              | 9 de noviembre  | 19:30 | Win Sports |
| Primera | Junior            | 1 : 3 | Deportes Tolima   | Metropolitano Roberto Meléndez | 10 de noviembre | 17:00 | RCN        |
| Segunda | Deportes Tolima   | 1 : 0 | Atlético Nacional | Manuel Murillo Toro            | 13 de noviembre | 19:00 | RCN        |
| Segunda | Cúcuta Deportivo  | 1 : 3 | Junior            | General Santander              | 14 de noviembre | 19:00 | RCN        |
| Tercera | Atlético Nacional | 2 : 2 | Junior            | Atanasio Girardot              | 17 de noviembre | 18:30 | Win Sports |
| Tercera | Cúcuta Deportivo  | 0 : 0 | Deportes Tolima   | General Santander              | 17 de noviembre | 20:30 | Win Sports |
| Cuarta  | Deportes Tolima   | 0 : 1 | Cúcuta Deportivo  | Manuel Murillo Toro            | 20 de noviembre | 17:00 | RCN        |
| Cuarta  | Junior            | 2 : 0 | Atlético Nacional | Metropolitano Roberto Meléndez | 20 de noviembre | 19:00 | RCN        |
| Quinta  | Junior            | 1 : 0 | Cúcuta Deportivo  | Metropolitano Roberto Meléndez | 24 de noviembre | 17:00 | RCN        |
| Quinta  | Atlético Nacional | 1 : 1 | Deportes Tolima   | Atanasio Girardot              | 24 de noviembre | 17:00 | Win Sports |
| Sexta   | Cúcuta Deportivo  | 0 : 1 | Atlético Nacional | General Santander              | 27 de noviembre | 17:00 | RCN        |
| Sexta   | Deportes Tolima   | 2 : 2 | Junior            | Manuel Murillo Toro            | 27 de noviembre | 19:30 | Win Sports |

### Grupo B
| Pos. | Equipos           | PJ | PG | PE | PP | GF | GC | Dif. | Pts. |
| ---- | ----------------- | -- | -- | -- | -- | -- | -- | ---- | ---- |
| 1.   | América de Cali   | 6  | 4  | 0  | 2  | 9  | 5  | 4    | 12   |
| 2.   | Deportivo Cali    | 6  | 2  | 2  | 2  | 6  | 6  | 0    | 8    |
| 3.   | Santa Fe          | 6  | 2  | 2  | 2  | 5  | 6  | -1   | 8    |
| 4.   | Alianza Petrolera | 6  | 1  | 2  | 3  | 5  | 8  | -3   | 5    |

| Equipo / Jornada  | 1 | 2 | 3 | 4 | 5 | 6 |
| ----------------- | - | - | - | - | - | - |
| América de Cali   | 4 | 1 | 1 | 2 | 1 | 1 |
| Deportivo Cali    | 3 | 2 | 3 | 3 | 3 | 2 |
| Santa Fe          | 2 | 3 | 2 | 1 | 2 | 3 |
| Alianza Petrolera | 1 | 4 | 4 | 4 | 4 | 4 |

| Primera | Santa Fe          | 2 : 1 | América de Cali   | Nemesio Camacho El Campín | 9 de noviembre  | 17:00 | RCN        |
| Primera | Alianza Petrolera | 3 : 2 | Deportivo Cali    | Daniel Villa Zapata       | 10 de noviembre | 19:30 | Win Sports |
| Segunda | Deportivo Cali    | 1 : 0 | Santa Fe          | Deportivo Cali            | 13 de noviembre | 20:30 | Win Sports |
| Segunda | América de Cali   | 3 : 1 | Alianza Petrolera | Olímpico Pascual Guerrero | 14 de noviembre | 20:30 | Win Sports |
| Tercera | Santa Fe          | 1 : 0 | Alianza Petrolera | Nemesio Camacho El Campín | 17 de noviembre | 14:30 | RCN        |
| Tercera | América de Cali   | 1 : 0 | Deportivo Cali    | Olímpico Pascual Guerrero | 17 de noviembre | 16:30 | RCN        |
| Cuarta  | Alianza Petrolera | 1 : 1 | Santa Fe          | Daniel Villa Zapata       | 20 de noviembre | 18:20 | Win Sports |
| Cuarta  | Deportivo Cali    | 2 : 1 | América de Cali   | Deportivo Cali            | 20 de noviembre | 20:30 | Win Sports |
| Quinta  | Alianza Petrolera | 0 : 1 | América de Cali   | Daniel Villa Zapata       | 23 de noviembre | 18:00 | Win Sports |
| Quinta  | Santa Fe          | 1 : 1 | Deportivo Cali    | Nemesio Camacho El Campín | 24 de noviembre | 15:00 | RCN        |
| Sexta   | América de Cali   | 2 : 0 | Santa Fe          | Olímpico Pascual Guerrero | 28 de noviembre | 19:30 | RCN        |
| Sexta   | Deportivo Cali    | 0 : 0 | Alianza Petrolera | Deportivo Cali            | 28 de noviembre | 19:30 | Win Sports |

## Final
- La hora de cada encuentro corresponde al huso horario que rige a Colombia (UTC-5).

| 1 de diciembre de 2019 | Junior | 0:0     | América de Cali | Estadio Metropolitano Roberto Meléndez, Barranquilla |                           |
| 19:00                  |        | Reporte |                 | Árbitro(s): Mario Herrera                            | Árbitro(s): Mario Herrera |

| 7 de diciembre de 2019 | América de Cali               | 2:0 (2:0) | Junior | Estadio Pascual Guerrero, Cali |                           |
| 16:00                  | Viera 19' (a.g.) · Sierra 34' | Reporte   |        | Árbitro(s): Wilmar Roldán      | Árbitro(s): Wilmar Roldán |

|                                     |
| Bandera de Colombia                 |
| Campeón América de Cali 14.º título |

## Estadísticas

### Goleadores
| Jugador                                       | Equipos                | Goles | PJ | Media |
| --------------------------------------------- | ---------------------- | ----- | -- | ----- |
| Germán Cano                                   | Independiente Medellín | 13    | 17 | 0.76  |
| Michael Rangel                                | América de Cali        | 13    | 23 | 0.57  |
| Juan Dinenno                                  | Deportivo Cali         | 12    | 23 | 0.52  |
| Carmelo Valencia                              | Cúcuta Deportivo       | 10    | 25 | 0.4   |
| Jhon Vásquez                                  | Alianza Petrolera      | 9     | 24 | 0.38  |
| José Guillermo Ortiz                          | Millonarios            | 7     | 12 | 0.58  |
| Daniel Muñoz                                  | Atlético Nacional      | 7     | 20 | 0.35  |
| Maicol Balanta                                | Santa Fe               | 7     | 22 | 0.32  |
| John Freddy Pérez                             | Atlético Bucaramanga   | 6     | 18 | 0.33  |
| Jefferson Duque                               | Santa Fe               | 6     | 23 | 0.26  |
| Última actualización: 1 de diciembre de 2019. |                        |       |    |       |

Fuente: Soccerway

### Asistencias
| Jugador                                        | Equipos                | Asistencias |
| ---------------------------------------------- | ---------------------- | ----------- |
| Hansel Zapata                                  | Millonarios            | 7           |
| Teófilo Gutiérrez                              | Junior                 | 6           |
| Anderson Plata                                 | Deportes Tolima        | 6           |
| John Hernández                                 | Cúcuta Deportivo       | 6           |
| Javier Reina                                   | Once Caldas            | 6           |
| Jarlan Barrera                                 | Atlético Nacional      | 5           |
| Carlos Sierra                                  | América de Cali        | 5           |
| Déiber Caicedo                                 | Deportivo Cali         | 5           |
| Fabián Sambueza                                | Santa Fe               | 5           |
| Andrés Ricaurte                                | Independiente Medellín | 5           |
| Última actualización: 24 de noviembre de 2019. |                        |             |

Fuente: Soccerway

### Tripletes o más
| 17 de agosto     | José Guillermo Ortiz | 3 | Millonarios            | 3:2 | La Equidad        |
| 28 de septiembre | Yeison Guzmán        | 3 | Atlético Bucaramanga   | 2:3 | Envigado F. C.    |
| 10 de octubre    | Germán Cano          | 3 | Independiente Medellín | 3:0 | Cúcuta Deportivo  |
| 14 de noviembre  | Duván Vergara        | 3 | América de Cali        | 3:1 | Alianza Petrolera |

## Clasificación a torneos internacionales
| Clasificado como | Copa Libertadores 2020 | Copa Sudamericana 2020 |
| ---------------- | ---------------------- | ---------------------- |
| Colombia 1       | Junior                 | Deportivo Cali         |
| Colombia 2       | América de Cali        | Atlético Nacional      |
| Colombia 3       | Deportes Tolima        | Millonarios            |
| Colombia 4       | Independiente Medellín | Deportivo Pasto        |

## Cambios de categoría al final de temporada
| Ascenso | Deportivo Pereira Boyacá Chicó |

| Descenso | Unión Magdalena Atlético Huila |